# Aullido (poema)
«Aullido» (Howl en inglés) es un poema de Allen Ginsberg escrito en 1955 y publicado en 1956 en su colección de poesía titulada Aullido y otros poemas. Este poema está considerado una de las obras más importantes de la Generación Beat, junto con En el camino de Jack Kerouac (1957) y El almuerzo desnudo de William S. Burroughs (1959). «Aullido» fue escrito en origen como una performance y más tarde publicado por el poeta Lawrence Ferlinghetti, de la editorial City Lights. Tras su publicación, tanto Ferlinghetti como el encargado de la librería, Shigeyoshi Murao, fueron acusados de difundir literatura obscena y arrestados. El 3 de octubre de 1957, el juez Clayton W. Horn dictaminó que el poema no era obsceno.

## Contexto
Allen Ginsberg escribió «Aullido» a mediados de 1955, supuestamente en una cafetería hoy conocida como Caffe Mediterraneum, en Berkeley, California. Muchos factores influyeron en la creación del poema. En un lapso antes de su composición, el terapeuta de Ginsberg, Philip Hicks, le animó a dejar su trabajo y dedicarse exclusivamente a la poesía. Aquel experimentó con frases simples y cortas (parataxis) en el poema Dream Record: June 8, 1955 (Recuerdo de un sueño: 8 de junio de 1955), sobre la muerte de Joan Vollmer, y esta técnica se convertiría en un elemento central en «Aullido». Gingsberg se lo enseñó a Kenneth Rexroth, quien criticó que era demasiado forzado y académico; Rexroth le animó a liberar su voz y escribir desde su corazón. Ginsberg aceptó este consejo e intentó escribir un poema sin restricciones. Él estaba bajo la influencia de William Carlos Williams y Jack Kerouac y trató de hablar con su propia voz espontáneamente.